# Joanna Wiszniewicz

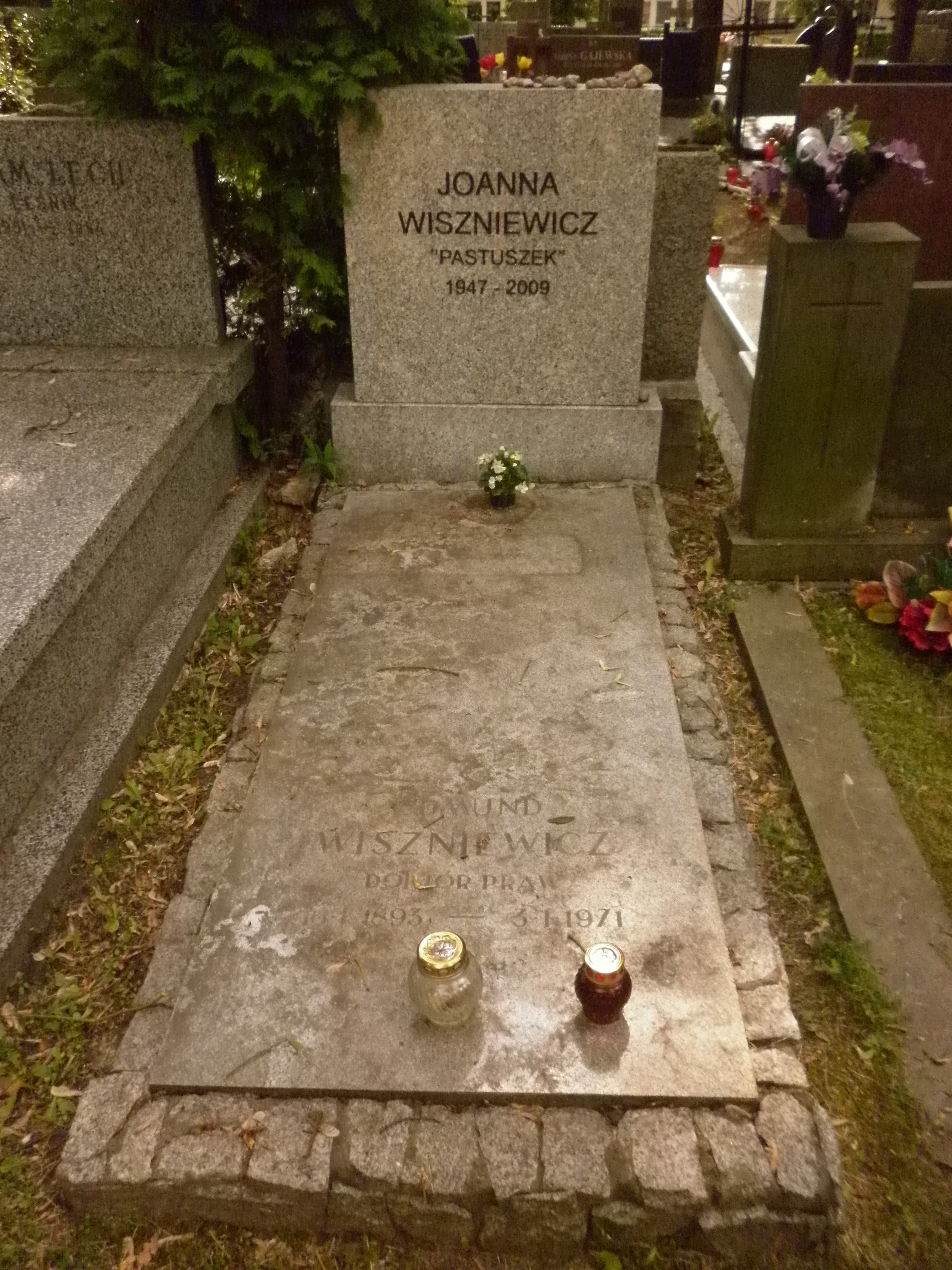
Grób Joanny Wiszniewicz

Joanna Irena Wiszniewicz (ur. 18 marca 1947, zm. 31 stycznia 2009 w Warszawie – polska historyk i polonistka żydowskiego pochodzenia, pracownik naukowy Żydowskiego Instytutu Historycznego. 

## Życiorys
Urodziła się w rodzinie żydowskiej, jako córka Edmunda Wiszniewicza (1893–1971). Ukończyła w Warszawie średnią szkołę muzyczną w klasie fletu, a następnie polonistykę na Uniwersytecie Warszawskim. Uczyła języka polskiego w liceum, prowadziła klub osiedlowy oraz redagowała książki. 
Od początku lat 90. pracowała w Żydowskim Instytucie Historycznym. Zajmowała się tam problemem tożsamości polskich Żydów, zwłaszcza pierwszej powojennej generacji. Swoje badania prowadziła podróżując po Polsce i Stanach Zjednoczonych oraz odwiedzając zloty emigracji 1968 w Izraelu. Rezultaty swoich badań upowszechniała w postaci wykładów, książek, artykułów naukowych i prozy dokumentarnej. Była współzałożycielką Stowarzyszenia Przeciwko Antysemityzmowi i Ksenofobii Otwarta Rzeczpospolita Publikowała m.in. w Midraszu oraz Biuletynie Żydowskiego Instytutu Historycznego.
Joanna Wiszniewicz zmarła w Warszawie. Została pochowana 11 lutego na Cmentarzu Wojskowym na Powązkach (kwatera A, rząd 2, grób 22).

## Twórczość
- 2008: Życie przecięte. Opowieści pokolenia Marca
- 1996: A jednak czasem miewam sny. Historia Pewnej Samotności Joannie Wiszniewicz opowiedziana
- 1992: Z Polski do Izraela: rozmowy z pokoleniem '68

## Nagrody i wyróżnienia
Książka Joanny Wiszniewicz A jednak czasem miewam sny... została wyróżniona w 1996 w konkursie literackim Fundacji Kultury. Natomiast książka Życie przecięte. Opowieści pokolenia Marca została uhonorowana nagrodą w konkursie na Najlepszą Książkę Roku „Pióro Fredry” za rok 2008 za prezentację najnowszych dziejów Żydów polskich w oryginalnej formie historii ustnych.